# الدوري الأمريكي لكرة السلة للمحترفين 1966–67
الدوري الأمريكي لكرة السلة للمحترفين 1966–67 (بالإنجليزية: 1966–67 NBA season)‏ هو موسم من إن بي أي. أقيم خلال الفترة 15 أكتوبر 1966 وحتى 24 أبريل 1967، وأشرف على تنظيمه إن بي أي، وفاز فيه فيلادلفيا سفنتي سيكسرز.